# Мальдивская руфия
Ру́фия,  также Мальдивская руфия (мальд. ދިވެހި ރުފިޔާ) — денежная единица Мальдивской республики. Буквенный код в стандарте ISO 4217 — MVR, цифровой — 462. Официальный символ — Rf и ރ, эмитент — Мальдивское управление денежного обращения. 
Одна руфия подразделяется на 100 лари. В денежном обращении находятся банкноты номиналом в 5, 10, 20, 50, 100, 500 и 1000 руфий, и монеты в 1 и 2 руфии, 1, 2, 5, 10, 25, 50 лари. Название «руфия» происходит от санскр. रूप्य (ру́пя — рупия, кованое серебро). Средний обменный курс составляет 12,85 руфий за 1 доллар США, и курс может колебаться в пределах ±20%, т.е. между 10,28 руфий и 15,42 руфий по состоянию на 10 апреля 2017 года.

## История
В XVII и XVIII веках ларин (параллельные полосы серебряной проволоки, сложенные пополам, с окрашенными персидскими и арабскими надписями) импортировались и продавались в качестве валюты на Мальдивах. Эта форма валюты использовалась в Персидском заливе, Индии и на Цейлоне в то время. Историки сходятся во мнении, что эта новая форма валюты, скорее всего, обменивалась на раковины каури и указывает на прибыльную торговлю Мальдив с этими странами. Первым султаном, который поставил свою собственную печать на этой валюте, был Мухаммад Такуруфаану аль-Аузам. Печать была намного шире проволоки, поэтому ее было трудно прочитать.
На протяжении девятнадцатого и начала двадцатого веков выпускались бронзовые монеты, номинал которых был в лаари. Султан Мохамед Имадхуддин IV (1900–1904) ввел то, что историки считают первыми монетами машинной чеканки, судя по превосходному качеству гравировки. Его преемник султан Мохамед Шамшудин III (1904–1935) выпустил последние из этих монет, номиналом в 1 и 4 лаари, которые были отчеканены в Соединенном Королевстве на монетном дворе Хитона в Бирмингеме в 1913 году.
После прекращения производства монет специально для Мальдив султанат перешел на цейлонскую рупию. В 1947 году к этому присоединились банкноты, номинированные в руфиях, равные по стоимости рупии. В 1960 году были введены монеты, номинированные в лаари, которые теперь стоили одну сотую руфии. В 1965 году Мальдивы обрели независимость, и мальдивская руфия стала единственным законным платежным средством.

## Монеты
| Изображение | Изображение | Номинал | Цвет                 | Изображение на аверсе                                                       | Изображение на реверсе          |
| ----------- | ----------- | ------- | -------------------- | --------------------------------------------------------------------------- | ------------------------------- |
|             |             | 1 руфия | светло-металлический | номинал на государственном и английском языке с использованием обычных цифр | государственная эмблема Мальдив |
|             |             | 2 руфии | золотой              | номинал на государственном и английском языке с использованием обычных цифр | морская раковина                |

## Банкноты
Банкноты серий 1947 и 1983 годов, изготовленные из бумаги, полностью изъяты из обращения и не встречаются в обращении.

### Серия 2015 года
Банкноты руфии серии 2015 года изготовлены из полимера.
| Серия 2015 года | Серия 2015 года   | Серия 2015 года | Серия 2015 года | Серия 2015 года   | Серия 2015 года | Серия 2015 года                                         | Серия 2015 года |
| Изображение     | Изображение       | Номинал (руфий) | Размеры (мм)    | Основные цвета    | Лицевая сторона | Оборотная сторона                                       | Годы печати     |
| Лицевая сторона | Оборотная сторона | Номинал (руфий) | Размеры (мм)    | Основные цвета    | Лицевая сторона | Оборотная сторона                                       | Годы печати     |
| --------------- | ----------------- | --------------- | --------------- | ----------------- | --- | ------------------------------------------------------- | --------------- |
|                 |                   | 5 ރ             | 150 × 70        | серо-красный      | футболисты; рыбы; танцоры | ракушка                                                 | с 2017          |
|                 |                   | 10 ރ            | 150 × 70        | желто-коричневый  | мужчины и женщины играют на традиционных барабанах;                                                                                   | традиционный мальдивский барабан                        | с 2015          |
|                 |                   | 20 ރ            | 150 × 70        | розово-фиолетовый | самолет взлетает из международного аэропорта Мале; рыбак и полосатый тунец; ракушка каури                                             | лодка                                                   | с 2015          |
|                 |                   | 50 ރ            | 150 × 70        | зеленый           | мужчины вытаскивают лодки с пляжа на воду; сидящий мальчик читает Коран                                                               | Минарет Пятничной мечети                                | с 2015          |
|                 |                   | 100 ރ           | 150 × 70        | красный           | группа местных жителей в традиционной одежде; сидящая женщина в традиционной одежде, работающая над шитьем горловины похожего платья  | раннее писание дивехи (Ломафану)                        | с 2015          |
|                 |                   | 500 ރ           | 150 × 70        | оранжевый         | женщина, изготавливающая экели, традиционно используемые для изготовления метел; мастер резьбы по дереву с помощью молотка и стамески | традиционная ваза ручной работы с лакированной отделкой | с 2015          |
|                 |                   | 1000 ރ          | 150 × 70        | синий             | манты, зелёная черепаха | китовая акула                                           | с 2015          |

## Символ руфии
Символ валюты мальдивская руфия был представлен общественности Мальдивским валютным управлением 3 июля 2022 года. Символ представляет собой букву «Ра» (ރ) письма тана, которая также является первой буквой в написании слова «руфия» на мальдивском языке.